# 16. muslimanska brigada (NOVJ)
Za druge 16. brigade glejte 16. brigada.
16. muslimanska brigada je bila brigada v sestavi Narodnoosvobodilne vojske in partizanskih odredov Jugoslavije in ki je delovala med drugo svetovno vojno na področju Kraljevine Jugoslavije.

## Organizacija
- štab
- 4x bataljon